# Acanthogonatus birabeni
Espèce
Acanthogonatus birabeni est une espèce d'araignées mygalomorphes de la famille des Pycnothelidae.

## Distribution
Cette espèce est endémique de la province de Chubut en Argentine,. Elle se rencontre vers Puerto Madryn.

## Description
Le mâle holotype mesure 7,90 mm.

## Étymologie
Cette espèce est nommée en l'honneur de Max Birabén.

## Publication originale
- Goloboff, 1995 : A revision of the South American spiders of the family Nemesiidae (Araneae, Mygalomorphae). Part 1: species from Peru, Chile, Argentina, and Uruguay. Bulletin of the American Museum of Natural History, no 224, p. 1-189 (texte intégral).